# Carl Strömfelt (1862–1944)
Carl Haraldsson Strömfelt, född den 6 juni 1862 i Västra Husby församling, Östergötlands län, död den 18 juni 1944 i Stockholm , var en svensk greve och diplomat. Han var son till Harald Strömfelt.

## Biografi
Strömfelt blev 1881 student vid Uppsala universitet, där han avlade kansliexamen 1887 och hovrättsexamen 1888. Han blev attaché samma år, tillförordnad andre sekreterare i Utrikesdepartementet 1889 och ordinarie 1890, tillförordnad legationssekreterare i Berlin 1895, förste sekreterare 1897, kansliråd 1900, charge d'affaires i Berlin 1901, i Konstantinopel 1903 samt i Bryssel och Haag 1905. Strömfelt var tillförordnad kabinettssekreterare i Utrikesdepartementet 1905–1906 och envoyé i Madrid med sidoackreditering i  Lissabon 1907–1913 samt tillika generalkonsul i Spanien och Portugal under samma år. Han blev envoyé i disponibilitet 1913. Strömfelt var friherre till dess att han blev greve vid sin fars död 1900. Han var innehavare av Hylinge fideikommiss 1900–1926. Strömfelt tilldelades Vetenskapsakademiens stora Linnémedalj i silver. Han blev riddare av Nordstjärneorden 1902, kommendör av andra klassen av Vasaorden 1905 och kommendör av första klassen av Nordstjärneorden 1907.

## Utmärkelser
- Sankt Stanislausorden, tredje klass,  1892[1]
- Riddare av Leopoldsorden,  1895[1]
- Officerskors av Albrektsorden,  1897[1]
- Tredje graden av  Preussiska Kronorden,  1897[1]
- Riddare av Dannebrogorden,  1 september 1899[1]
- Lejon- och solorden,  1900[1]
- Riddare av Sankt Olavs orden,  januari 1900[1]
- Riddare av Nordstjärneorden,  1 december 1902[1]
- Andra graden av Meschidie-orden,  1903[1]
- Kommendör av Vasaorden,  1 december 1905[1]
- Storofficer av Leopoldsorden,  1906[1]
- Kommendör av Hederslegionen,  1906[1]
- Storkorset av Isabella den katolskas orden,  1907[1]
- Kommendör av 1. klass av Nordstjärneorden,  1 december 1907[1]
- Storkors av Obefläckade avlelsens orden,  1909[1]

[Redigera Wikidata]